# 아이리시맨
《아이리시맨》(영어: The Irishman)은 2019년 개봉한 미국의 범죄자 전기 영화이다. 마틴 스코세이지 감독의 작품이며 스티븐 제일리언이 각본을 썼다. 로버트 드니로, 알 파치노, 하비 카이텔, 레이 로마노, 애나 패퀸이 출연한다. 찰스 브랜트의 논픽션 《아이리시맨》(영어 원제: I Heard You Paint Houses, 페인트 일을 하는 사람이라고 들었소)를 바탕으로, 마피아 살인청부업자 프랭크 시런의 시점에서 40~50년대 미국 노조운동의 거물 지미 호파 트럭노조위원장 실종사건의 전말을 다룬다. 2019 뉴욕 영화제 개막작으로 선정되었으며, 2019년 11월 넷플릭스를 통해 전 세계 공개되었다.

## 줄거리
양로원에서 간호를 받으며 여생을 보내는 프랭크 시런이 그의 과거를 반추한다. 시런은 과거 마피아의 살인청부업자였다.
1950년대의 필라델피아. 육류 트럭 운전사였던 프랭크 시런은 화물 일부를 빼돌려 그 지역 마피아였던 필릭스, 일명 '면도날'에게 팔아 이득을 챙겼다. 그러다 회사에 발각되어 고소당하게 된다. 프랭크는 변호사로 노동조합 소속의 빌 버팔리노를 고용하고, 빌은 간단한 변호로 프랭크를 이기게 해준다. 재판 후 프랭크는 빌의 사촌인 러셀 버팔리노와 만난다. 러셀은 일전에 우연히 프랭크의 트럭이 고장났을 때 고쳐주었던 인연이 있었는데, 그 이면은 펜실베이니아를 주름잡는 거대 마피아 조직의 거두였다. 프랭크는 이를 계기로 러셀과 친분을 쌓게 되고, 곧 그의 조직원이 되어 방해가 되는 인물들을 제거하는 살인 청부업을 전담하게 된다.
신뢰를 쌓은 프랭크는 러셀로부터 화물운송노조 위원장 지미 호파를 소개받는다. 지미 호파는 마피아와 결탁한 노조의 수장으로 막강한 권력을 휘두르던 자였다. 프랭크는 시카고로 가서 택시 노조와의 싸움에서 지미를 도와서 능력을 증명한다. 프랭크와 지미의 가족은 친분을 쌓아가는데, 특히 프랭크의 암적인 일을 좋아하지 않던 딸 페기는 반대로 노동자의 편을 자처하는 지미 호파를 따르게 된다.
존 F. 케네디가 등장하자 러셀은 그를 지지하는 반면 지미는 피해를 보았다. 케네디의 동생 로버트 케네디가 법무장관으로 부임하여 지미의 노조를 압박하기 시작하고, 급기야 지미가 체포되어 수감된다. 그 사이 부하였던 피츠와 동료인 토니 프로가 권력을 얻는다. 닉슨 정부가 들어서자 지미는 출소하고, 잃어버린 자리를 되찾으려고 한다. 이 과정에서 지미는 러셀과 반목이 생긴다. 러셀은 지미가 노조 조직원들을 처단하려고 하는 걸 좋지 않게 보지만 지미는 자기 권세를 믿으며 의기양양했다.
1975년 빌 버팔리노 딸의 결혼식에 참석하기 위해, 프랭크와 러셀 양가는 길을 나섰다. 차를 잠시 멈춘 지점에서 러셀은 지미 호파를 제거할 때가 왔음을 밝히고, 프랭크에게 그 작업을 지시한다. 프랭크는 비행기를 타고 지미가 있는 디트로이트로 가서, 지미의 양아들 처키와 조직원 샐리 벅스와 함께 지미를 만난다. 지미는 토니 프로와의 미팅을 앞둔 상태였다. 프랭크 일행은 미팅 장소가 다른 곳으로 바뀌었다면서 지미를 토니 프로와 러셀이 같이 있다는 곳으로 데려간다. 프랭크는 길가의 집으로 지미를 데려간 뒤, 아무도 없다면서 함정에 걸렸다고 놀라던 지미의 머리를 쏘아 죽인다. 프랭크는 곧바로 그곳을 떠나 총을 버리고, 비행기를 타고 다시 러셀에게로 되돌아온다. 지미의 시체는 다른 조직원들이 처리한다.
지미 호파의 시체는 발견되지 않아 실종된 것으로 여겨지고, 마피아들도 살해 혐의는 피해갔지만 결국 프랭크를 포함해 다들 이런저런 잡다한 범죄로 체포된다. 감옥에 간 모두는 하나둘 죽어 나간다. 러셀도 감옥에서 뇌졸중으로 죽는다. 프랭크는 죽지 않고 출소하여 양로원에 들어간다. 잃어버린 가족들과 만나보려고 하지만 다들 범죄자인 프랭크를 멀리 한다. 특히 페기는 아버지와 만나보려고 하지도 않는다. 프랭크는 FBI로부터 지미 호파 실종의 진실을 밝히라고 요구받지만 끝끝내 함구하고, 대신 사제를 만나 고해성사를 한다. 사제가 떠나고 프랭크는 방에 혼자 남아 죽음을 기다린다.

## 출연
- 로버트 드니로 - 프랭크 시런
- 알 파치노 - 제임스 R. "지미" 호파
- 조 페시 - 러셀 "러스" 버팔리노
- 레이 로마노 - 윌리엄 "빌" 버팔리노
- 바비 카나베일 - "면도날" 필릭스 디툴리오
- 애나 패퀸 - 페기 시런 (아역: 루시 갈리나)
- 스티븐 그레이엄 - "토니 프로" 앤서니 프로벤자노
- 하비 카이텔 - 안젤로 브루노
- 스테파니 쿠르초바 - 아이린 시런
- 캐서린 나두치 - 캐리 버팔리노
- 웰커 화이트 - 조지핀 "조" 호파
- 제시 플레먼스 - 처키 오브라이언
- 잭 휴스턴 - 로버트 케네디
- 도메닉 롬바르도치 - "뚱보 토니" 앤서니 살레르노
- 폴 허먼 - 위스퍼스 디툴리오
- 루이 칸셀미 - "샐리 벅스" 살바토레 브리굴리오
- 게리 바사라바 - 프랭크 "피츠" 피츠시먼스
- 마린 아일랜드 - 돌로레스 시런 (아역: 인디아 에넹가)
- 서배스천 매니스캘코 - "미치광이 조이" 조 갤로
- 알렉사 팔라디노 - 메리 시런
- 케빈 오루크 - 존 매컬러
- J. C. 매켄지 - 제임스 F. 닐
- 래리 로마노 - 필립 테스타
- 조지프 보노 - 프랭크 신돈
- 크레이그 빈센트 - 에드 파틴
- 루이스 바나리아 - 데이비드 페리
- 제니퍼 머지 - 메리앤 시런 (아역: 테스 프라이스)
- 케이트 애링턴 - 코니 시런 (아역: 조딘 디나탈레)
- 게리 파스토레 - 앨버트 아나스타시아
- 존 스커티 - 버트럼 베버리지
- 스티브 위팅 - 윌리엄 밀러
- 스티븐 메일러 - F. 에밋 피츠패트릭
- 제러미 루크 - 마르코 로시
- 스티븐 밴잰트 - 제리 베일
- 보 디틀 - 조이 글림코
- 짐 노턴 - 돈 리클스
- 앨 리네아 - 샘 잔카나
- 대니얼 젱킨스 - 하워드 헌트
- 폴 벤빅터 - 제이크 고틀리브
- 패트릭 갤로 - "토니 잭" 앤서니 자칼로네
- 제이크 호프먼 - 앨런 도프먼
- 켄 클라크 - 제임스 P. 호파
- 피터 제이 퍼낸데즈 - 세실 B. 무어
- 제프 무어 - 프랭크 처치
- 지노 카파렐리 - 프랭크 리초
- 로버트 푸나로 - 조니
- 다샤 폴랑코 - 젊은 간호사

## 제작 과정
《아이리시맨》의 최초 아이디어는 이미 1980년대에 나왔었다. 스코세이지 감독의 가디언지 인터뷰에 따르면 80년대 중반에 《배드 앤 뷰티》와 그 속편 《낯선 곳에서의 두 주》의 리메이크 작품을 만들자는 생각에서 출발했다. 시간이 지나 로버트 드니로가 찰스 브랜트의 2004년작 소설 《자네가 페인트를 칠한다고 들었네》(I Heard You Paint Houses)를 영화화해보자고 제안하여 영화의 윤곽이 만들어졌다. 2014년 시나리오 작업에 들어갔고, 2017년 9월 촬영이 시작되었다.
본래 제작사는 파라마운트였다. 그러나 감독의 전작 《사일런스》가 흥행에 참패한데다, CG 비용 때문에 제작 예산이 2억 달러까지 불어나면서 부담을 느낀 파라마운트가 철수했다. 갈 곳을 잃은 작품을 거둔 것이 넷플릭스로, 60%의 제작비를 지원하며 배급권을 얻었다.

## 기타
- 원작자: 찰스 브란트
- 미술: 단테 페레티